# Перасио, Жозе
Жозе́ Пера́сио Бержу́н (порт.-браз. José Perácio Berjun; 2 ноября 1917, Нова-Лима — 10 марта 1977, Рио-де-Жанейро) — бразильский футболист, нападающий, игрок сборной Бразилии, ветеран Второй мировой войны.

## Биография
Жозе Перасио выступал за «Вила-Нову» (Нова-Лима), «Ботафого», «Фламенго» и «Канто-до-Рио».
Провёл шесть матчей за сборную Бразилии, забил четыре гола. Участвовал в чемпионате мира 1938 во Франции, где забил три гола. Известен тем, что парковал свой автомобиль на стоянке около стадиона с включённым на полную громкость радио, чтобы услышать: «Гоооооооол! Гоооооооол Перасио!».
Участвовал во Второй мировой войне в составе Бразильского экспедиционного корпуса в Италии.

## Титулы
- Чемпион штата Рио-де-Жанейро (3): 1942, 1943, 1944
- Чемпион штата Минас-Жерайс (3): 1933, 1934, 1935